# 扎爾萬齊
49°15′26″N 28°23′20″E / 49.25722°N 28.38889°E
扎爾萬齊（烏克蘭語：Зарванці），是烏克蘭的村落，位於該國西南部文尼察州，由文尼察區負責管轄，始建於1600年，面積1.15平方公里，海拔高度302米，2001年人口3,523，人口密度每平方公里3,074.17人。